# Carin Ax
Carin Ragnhild Ax, född 26 december 1915 i Uppsala, död 2 augusti 2006 i Uppsala domkyrkoförsamling, var en svensk tecknare, grafiker och målare. 
Ax bedrev konststudier i privat regi samtidigt som hon bedrev självstudier. Hon genomförde ett antal separatutställningar och medverkade i samlingsutställningar med Sveriges allmänna konstförening och Nationalmuseums utställning Unga tecknare samt Liljevalchs vårsalonger och grafiktriennal. Ax är representerad vid Upplandsmuseet  och i ett flertal kommuner och landsting genom konstverk inköpta av Statens konstråd. Hon är begravd på Uppsala gamla kyrkogård.